# Conchy-les-Pots
Conchy-les-Pots is een gemeente in het Franse departement Oise (regio Hauts-de-France) en telt 595 inwoners (2004). De plaats maakt deel uit van het arrondissement Compiègne.

## Geografie
De oppervlakte van Conchy-les-Pots bedraagt 9,6 km², de bevolkingsdichtheid is 62,0 inwoners per km².
De onderstaande kaart toont de ligging van Conchy-les-Pots met de belangrijkste infrastructuur en aangrenzende gemeenten.

## Demografie
Onderstaande figuur toont het verloop van het inwonertal (bron: INSEE-tellingen).